# Double Canon
De Double Canon 'Raoul Dufy in Memoriam' (W99) is een in 1959 gecomponeerd dodecafonisch werk voor strijkkwartet van Igor Stravinsky. Het werk van anderhalve minuut werd voor het eerst op 20 december 1959 tijdens het Stravinsky Festival in New York uitgevoerd. Aanvankelijk was het werk geschreven voor fluit en klarinet in Venetië en is het later uitgebreid tot een werk voor strijkkwartet. Het werk was niet bedoeld als een persoonlijk eerbetoon aan Dufy aangezien de beide mannen elkaar nooit hebben ontmoet. 

## Oeuvre
Zie het Oeuvre van Igor Stravinsky voor een volledig overzicht van het werk van Stravinsky.

## Geselecteerde discografie
'Double Canon' door het Alban Berg Quartett (EMI Classics - Great Recordings of the Century, 7243 5 67550 2 4)